# 法昌寺 (台東区)
法昌寺（ほうしょうじ）は、東京都台東区にある法華宗本門流の寺院。

## 歴史
1648年（慶安元年）、日照（1656年寂）によって開山された。元々は下谷御切手町（現・上野7丁目、下谷1丁目）に位置していたが、1737年（元文2年）に現在地に移転した。
1923年（大正12年）の関東大震災に罹災した。現在の建物は震災後に建てられたものである。
当寺には、下谷七福神の毘沙門天が置かれている。

## たこ地蔵
当寺の墓地には、プロボクサー兼コメディアンのたこ八郎の墓があることで知られている。墓の他に「たこ地蔵」と呼ばれる地蔵菩薩像もある。造立発起人は由利徹、赤塚不二夫、山本晋也などである。その地蔵には、たこ八郎自筆の「めいわくかけて　ありがとう。 たこ八郎」の文字が刻まれている。

## 交通アクセス
- 日比谷線入谷駅2番出口より徒歩3分（経路案内）。